# Gaétan Labrèche
Pour les articles homonymes, voir Labrèche.
Gaétan Labrèche, né le 15 janvier 1931 à Montréal et mort le 25 novembre 1990 à l'âge de 59 ans, est un acteur québécois.

## Filmographie
- 1957 - 1961 : La Pension Velder : Frédéric Gagnon
- 1963 : Ti-Jean Caribou (série télévisée)
- 1966 : Le Misanthrope : Acaste
- 1966 : Rue des Pignons (1966-1977)
- 1968 : Le Paradis terrestre (série télévisée) : Roger Damphousse
- 1969 : Le Major Plum-Pouding (série télévisée) : Aristide Cassoulet
- 1969 : Jusqu'au cœur
- 1969 : Valérie : Client de Valérie
- 1971 : Les Maudits sauvages : Historion
- 1975 : La Petite Patrie : Maître de cérémonie
- 1975 : Y'a pas de problème (série télévisée) : Hercule Gamache
- 1986 : Qui a tiré sur nos histoires d'amour : Me Mayer
- 1990 : Avec un grand A épisode Michel et François 2 et 9 Mars 1990. (série télévisée): François - Avec son fils Marc Labrèche.

## Récompenses et Nominations
- 1990 -  Prix Gémeau, Meilleure interprétation, premier rôle masculin : série dramatique ou de comédie

## Autres détails
- Il a étudié l'art dramatique avec Yvonne Duckett (Madame Audet).
- Il est le père de l'acteur et animateur Marc Labrèche.